# 利尻島
利尻島（りしりとう）は、北海道の北部、日本海上に存在する島。北海道本土（稚内市）の西方52㎞に位置し、利尻富士町と利尻町の2町で構成されている。礼文島および本土のサロベツ原野とともに利尻礼文サロベツ国立公園に指定されている。

## 概要
『平成22年住民台帳人口・世帯数』における島の総人口は約4,200人である。集落は主に海岸線に沿って点在する。
基幹産業は水産業や観光業で、水産業ではウニや昆布が主要な水産資源である。特に利尻昆布（礼文島産や北海道本土の稚内市産も含む）は高級品として全国的に有名である。北海道遺産に「利尻島の漁業遺産群と生活文化」が登録されたことから、これらを活用した観光振興の取り組みも行われている。

## 歴史
- 1644年 - 蝦夷地図に「リイシリ」と記載され、これが文献史料に初めて登場する。
- 1669年 - 『津軽一統志』に松前藩の交易船が寄港した際には、300人ほどのアイヌが居住していた[3]。
- 1696年 - 朝鮮人・李志恒らが利尻島に漂着し『漂舟録』に記録する。
- 1765年 - 本泊に交易施設である運上屋（うんじょうや）が設置される。
- 1787年 - フランス探検家ラ・ペルーズ、宗谷海峡通過中に見た利尻島を「ラングル島」と命名。
- 1806年 - 近藤重蔵と田草川伝次郎が訪島し『西蝦夷地日記』に記録する。
- 1807年 - ロシア人による利尻島襲撃事件が起き、商船が焼き払われ島民が捕虜に捕られる。
- 1808年 - 幕府の命により、会津藩士ら252名が利尻に派遣され北方警備にあたる。
- 1834年 - 松前藩の測量士今井八九郎が利尻島を測量し、精巧な地図を作成する。
- 1846年 - 松浦武四郎が島内を踏査し『再航蝦夷日誌』に記録する。
- 1848年7月1日 - 日本初のネイティブ英語教師となったラナルド・マクドナルドが上陸した[4]。
- 1869年 - 蝦夷地が北海道に改称され、利尻島は北見国利尻郡に区分される。
- 1923年 - 北海道三景に利尻富士が一位に選ばれ、北見神社に石碑が建立される。
- 1962年 - 利尻空港が開港する。
- 2014年 - 鴛泊港フェリーターミナル「海の駅おしどまり」が供用開始される。

## 地理

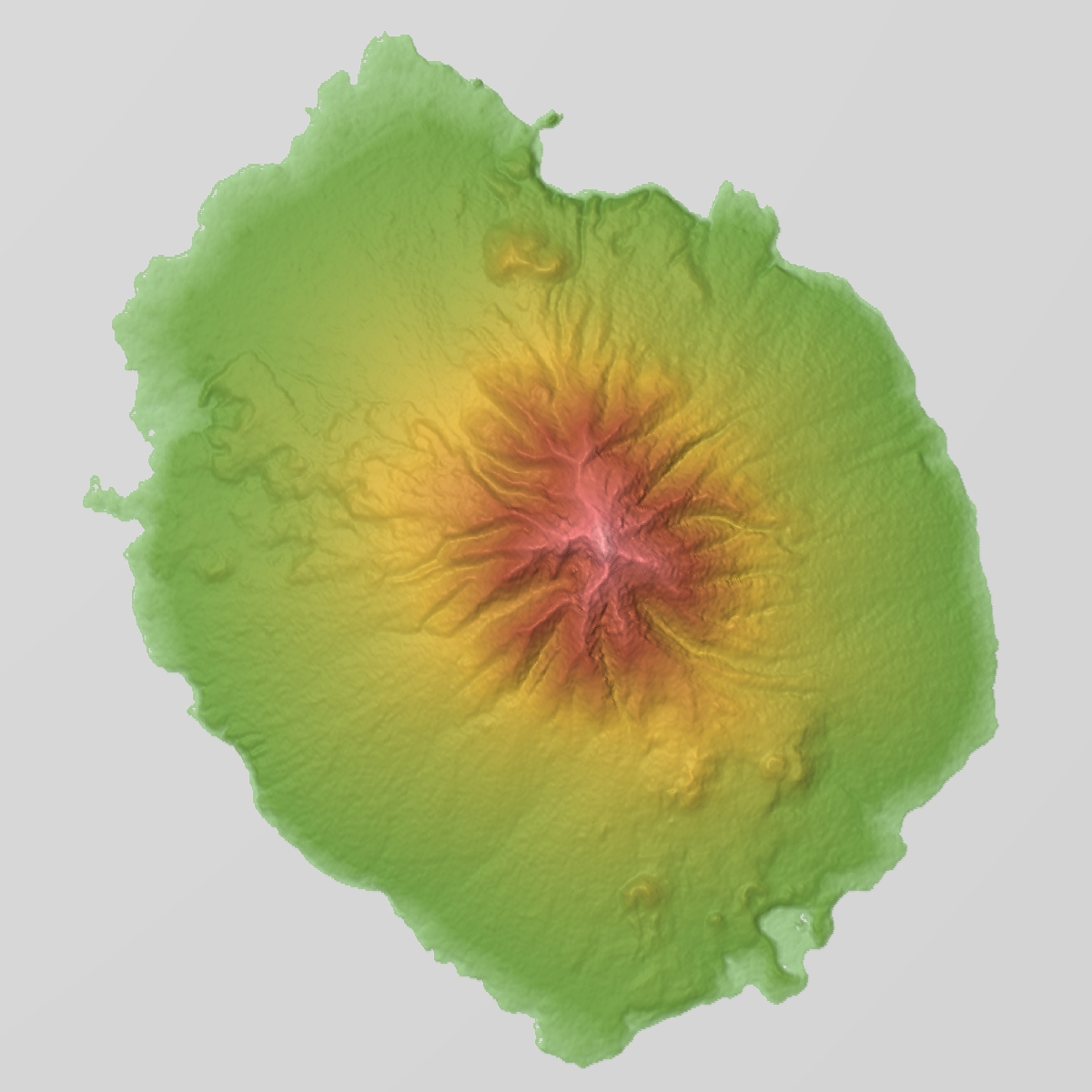
利尻島の地形図

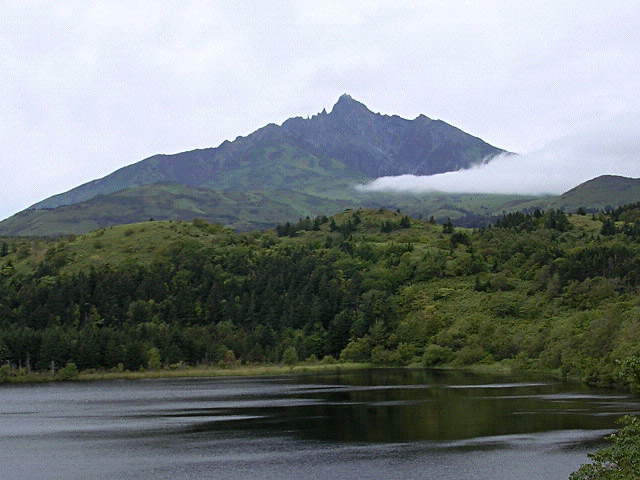
利尻山とオタドマリ沼

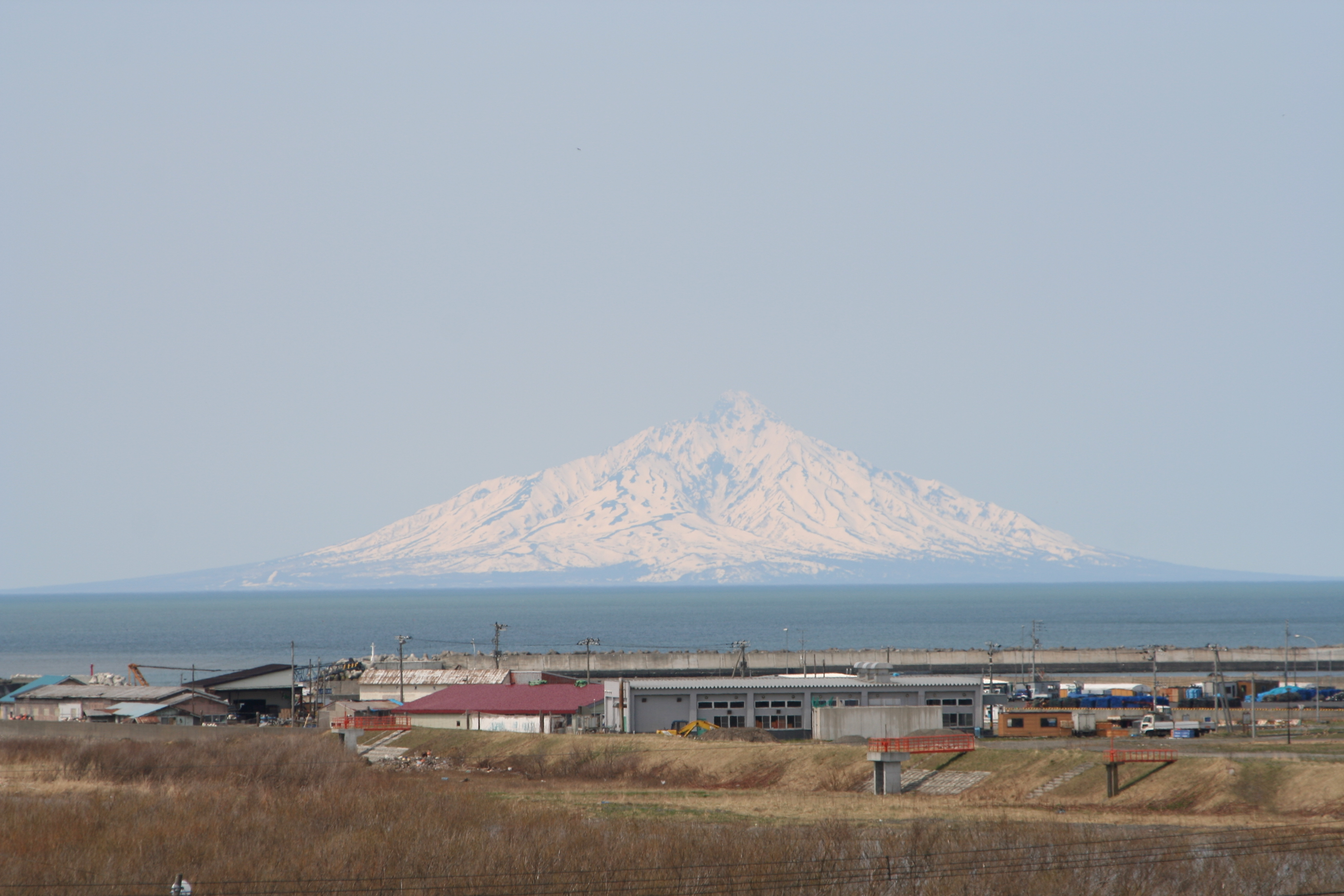
遠別町から見た利尻島
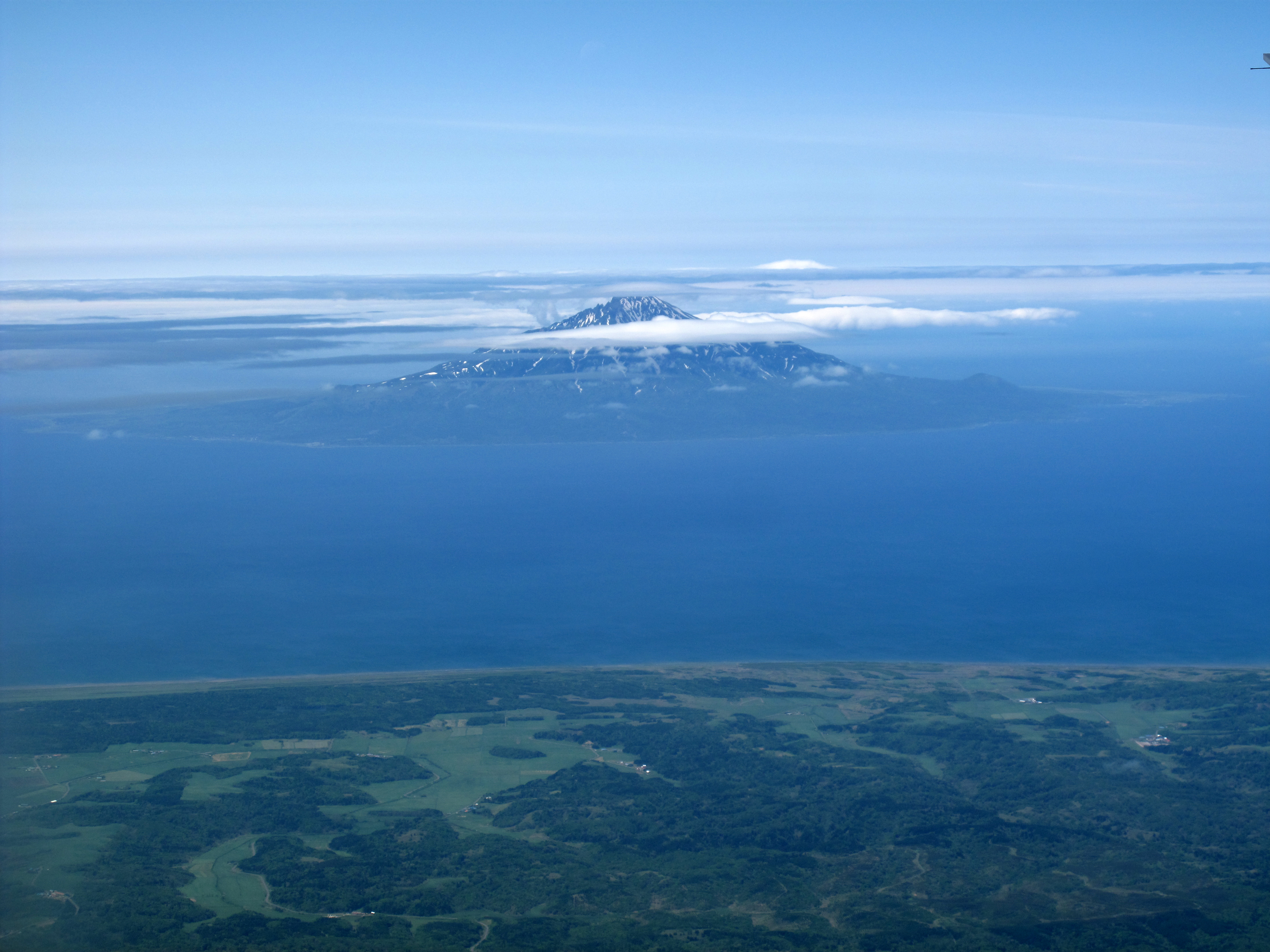
利尻島の全景
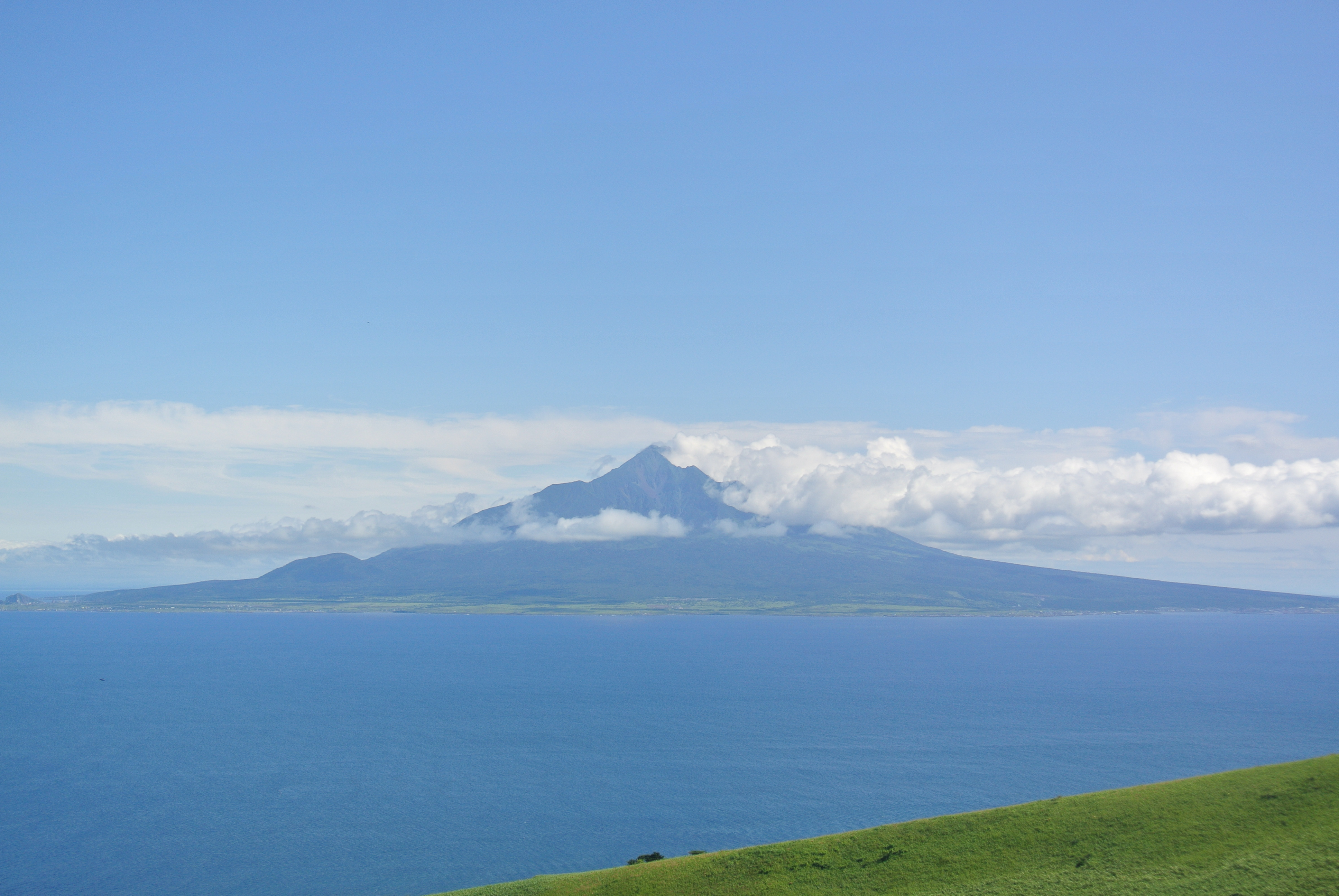
礼文島から見た利尻島

島名の語源はアイヌ語のリ・シㇼ（高い・島）。その名のごとく、利尻山（利尻富士、利尻岳とも）を主体とした火山島である。有史以来火山活動の記録は無い。島の東半は利尻富士町、西半は利尻町に属する。北には礼文水道を挟み礼文島を望む。
面積182.11km2。日本の島嶼部で18番目に広い面積を有している。利尻山を中心に円錐形をなす島である。

### 山
- 利尻山（1,721.0m）
  - 利尻岳、利尻富士などの別名でも知られる
- 長官山（1,218.3m）、ポン山（444m）、小ポン山（413m）

### 岬
- ペシ岬、沓形岬

### 川・湖・湿原
- トビウシナイ川、オチウシナイ川、オタドマリ沼、姫沼、南浜湿原

## 生態系

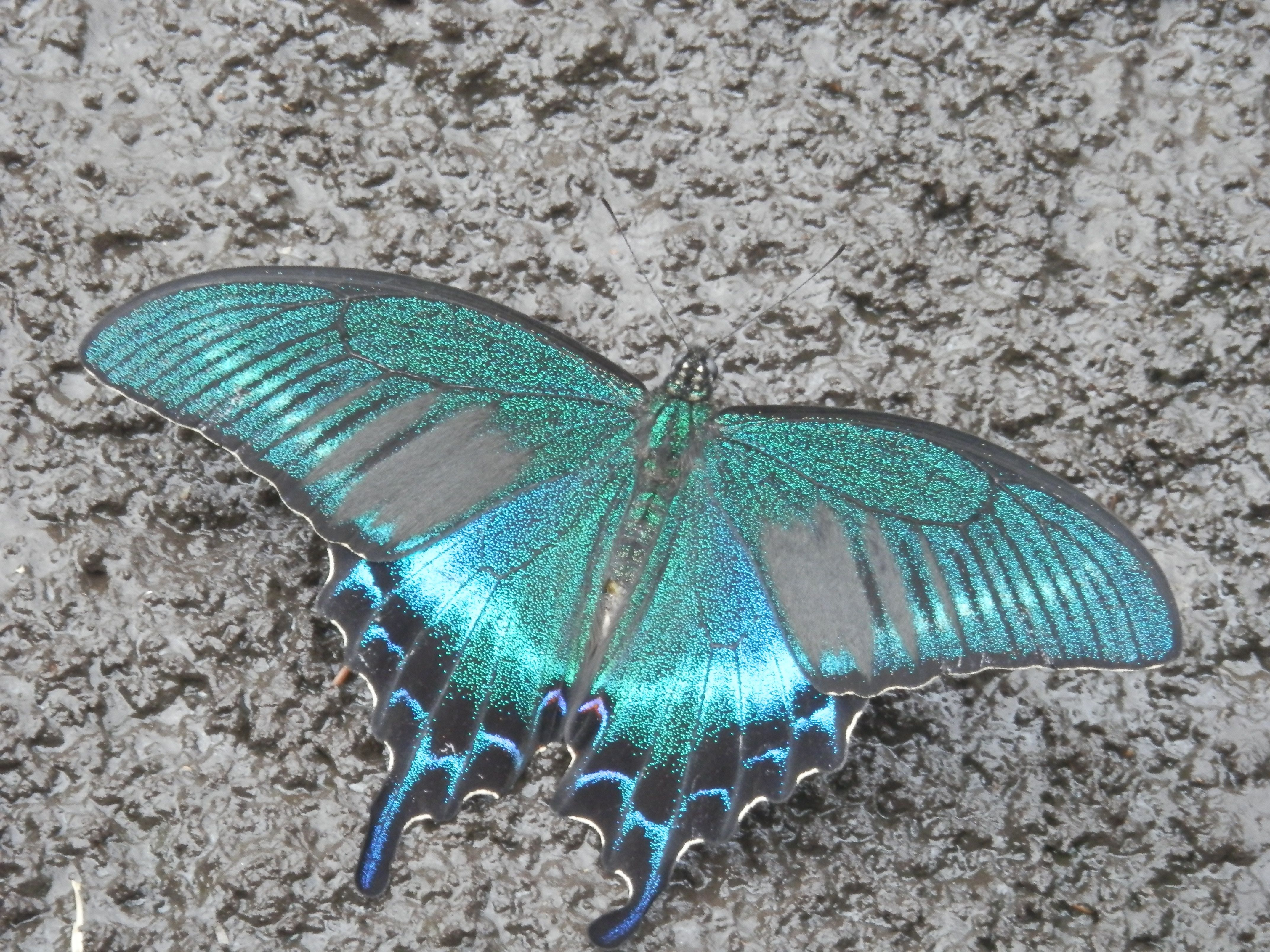
ミヤマカラスアゲハ

利尻山には高山植物がたくさん分布している。またオタドマリ沼、沼浦湿原、南浜湿原と周辺沿岸部は環境省により日本の重要湿地のひとつに指定されている。

### 植物相
利尻島固有種の植物としてリシリヒナゲシやボタンキンバイがある。

### 動物相
土着の陸棲哺乳類や海獣では、現在も常態的に生息しているのはシマリスやオオアシトガリネズミやゴマフアザラシなど数少ない。外来種としてはニホンイタチが際立って問題視されている。
鳥類では、クマゲラやケイマフリやオオワシやオジロワシなどの特筆すべき種類も見られる。
海獣では、トドやキタオットセイ、ミンククジラ、ツチクジラ、シャチ、カマイルカ、イシイルカ、ネズミイルカなどが現在でも一帯を回遊している。
本島や礼文島における考古学上の調査で発掘された資料では多数の動植物の残骸などが発見されており、ニホンアシカやヒレナガゴンドウの様な絶滅種だけでなく、セミクジラやアホウドリの様な絶滅危惧種、さらにはキタキツネも見つかっていることから、かつてはこれらの生物が利尻島に生息・回遊していた可能性がある。

### ヒグマ
2018年5月30日、利尻富士町鬼脇沼浦の砂浜にヒグマとみられる足跡があるのを通行人が発見し、稚内署鴛泊駐在所に届け出た。足跡は長さ約25センチ、幅約20センチで、複数見つかった。また利尻富士町によると、現場から10キロ以上離れた鴛泊地区で5月28日に見つかった動物の糞を北海道大学の研究者が調べたところ、ヒグマの糞の可能性があるという。北海道本島から泳いで渡った可能性がある。
北海道本島から地理的に隔絶された利尻島には熊、鹿、ヘビはいないと言われており、過去に利尻島へヒグマが渡海した記録は1912年（明治45年）5月24日の駆除事例のみであった。6月15日、設置した無人カメラに、林道を歩くヒグマが確認された。1912年以来106年ぶりの発見となる。7月12日以降は痕跡等が発見されず、10月31日に専門機関を交えた「ヒグマ対策連絡会議」を開催した結果、現時点では利尻島内にヒグマが生息している可能性は、限りなく低いという結論となった。
2022年7月、鬼脇でクマのような動物が目撃され、海岸で足跡が発見された。

## 交通

### 航路
- ハートランドフェリー
  - 鴛泊港（利尻富士町）と沓形港（利尻町）から、稚内及び礼文島へのフェリーが就航している

### 空路
利尻空港
- 日本航空 (JAL)[21]
  - 丘珠空港
- 全日本空輸 (ANA)[22]
  - 新千歳空港（6月～9月のみ運航）

### バス
- 宗谷バス（利尻営業所）